# Command & Conquer: Red Alert Mobile
Command & Conquer: Red Alert Mobile — мобильная игра в жанре стратегии в реальном времени, разработанная и изданная Electronic Arts в 2009 году.

## Сюжет
В целом сюжет игры идентичен игре Command & Conquer: Red Alert (2009). Действие игры происходит после событий Red Alert 2: Yuri’s Revenge и до поражения СССР в начале Red Alert 3, то есть в конце (канонической) Второй мировой войны между Альянсом и Советским Союзом.
Советскому Союзу и его союзникам не удалось захватить мир, и танки Альянса уже едут захватывать Кремль. Советский генерал по имени Бронислав решает взять дело в свои руки и отправиться в прошлое, чтобы не допустить, чтобы ход войны повернулся против СССР. В итоге Советскому Союзу удаётся украсть технологию у Альянса, машину времени, так же, как он это сделал в Command & Conquer: Yuri’s Revenge (в неканонической советской кампании).

## Геймплей
История рассказывается в 15 миссиях (7 для Альянса и 8 для СССР), разделённых на 2 кампании. Перед каждой миссией игрока инструктируют генерал Бронислав, советский элитный снайпер Наташа (СССР); офицер разведки союзников Ева или коммандос Таня (Альянс).
Command & Conquer: Red Alert Mobile включает в себя юниты как из его предшественника, так и из его квази-продолжения. Структуры в основном взяты из Red Alert 2, но некоторые из них, такие как лаборатория Альянса, взяты из Red Alert 3. Геймплей также немного отличается; в игре присутствуют строительство базы, сбор ресурсов и управление армией, хотя и в упрощённой форме.
Обогатительные фабрики извлекают золото из земли, разместив его на узле руды, вместо того, чтобы отправлять рудокопа, который соберёт золото, расположенное где-либо на карте. Строительная площадка — главное здание каждой базы — строит другие строения, которые затем располагаются рядом с ней. Казармы и военный завод мгновенно выпускают по одному солдату или машине за один раз. Технологические здания открывают доступ к новым юнитам, электростанции обеспечивают бесперебойную работу построек, а оборонительные сооружения защищают базу. Клавиши «*», «0» и «#» вызывают отдельные меню строительства, позволяя игроку построить базу, включающую турели, казармы, военные заводы и тому подобное.
В Red Alert Mobile также присутствуют технические структуры и здания гарнизона. Первые предоставляют игроку автоматическое повышение для всех юнитов, тогда как вторые дают высокий бонус к защите пехоты. Это делает хрупкие пехотные подразделения более жизнеспособным выбором. Госпиталь обеспечивает регенерацию всех пехотных подразделений, академия даёт всем новым подразделениям автоматическое повышение статуса юнита, а нефтяная вышка обеспечивает командиру-игроку дополнительный доход. Знаменитый дирижабль «Киров» недоступен как отдельная боевая единица, но может быть вызван в качестве силы поддержки. Фирменные супероружия серии игр Red Alert, Хроносфера и Железный занавес, также были включены в данную игру. Первое супероружие телепортирует группу юнитов в любое место на поле боя, а второе делает их временно неуязвивыми.

## Войска
Red Alert Mobile имеет несколько собственных новых юнитов, разработанных для Альянса, которые не доступны ни в одной игре серии Red Alert. Среди них особая версия танка «Паладин», оснащённый дополнительным щитом, и Хронобагги, замедляющий время для ближайшего вражеского юнита, которого он атакует. В игре также присутствует пехота под названием «Миротворец», но в отличие от Red Alert 3, для «Миротворцев» игры Red Alert Mobile требуется лаборатория Альянса, которая используется для получения доступа к юнитам самого высокого уровня.

## Разработка
Как и Command & Conquer: Red Alert (2009), данная игра была создана EA Romania, но другой командой студии. Первая, Command & Conquer: Red Alert, носит такое же название, как и первая часть серии Red Alert, и была выпущена для iOS на iPhone, а затем и на iPad. Вторая, Command & Conquer: Red Alert Mobile, была разработана ещё раз для работы под J2ME на новейших высокотехнологичных телефонах-раскладушках.
В отличие от J2ME-версии Command & Conquer 3: Tiberium Wars, которая превратилась в смесь тактического строительного симулятора и игры в жанре Tower Defense, Command & Conquer: Red Alert Mobile по большей части является традиционной стратегией в реальном времени. Она основана на Command & Conquer: Red Alert 2 как в отношении сюжета, так и стиля.

## Критика
Обозреватель веб-сайта Hardcore Gaming 101 Леннарт Бачман отмечает, что «сюжет в целом пригоден и выше среднего для мобильной игры, но не совсем новаторский. Есть даже ролики в миссиях, чего не было даже в самых ранних основных частях Command & Conquer. Установка и идея связать две игры Red Alert — это то, о чём никто не спрашивал, но, тем не менее, это интересно». Рассматривая тему добычи ресурсов, критик пишет, что «это, по-видимому, позволяет более эффективно использовать пространство карты и оказывает меньшее давление на бедный телефон, который должен со всем этим справляться. Это также делает игру немного более реалистичной, так как ни одна из предыдущих частей Red Alert не могла объяснить, почему везде валяется золото». Далее он пишет:
Разработчики приложили немало усилий к дизайну миссий. Почти все юниты и здания могут быть использованы сразу после их представления игроку, что делает Red Alert Mobile доступным для новичков. Цели миссии сильно различаются и варьируются от тактического проникновения до очистки всей карты от враждебных юнитов. Внешний вид юнитов и зданий достаточно отчётлив, чтобы с лёгкостью отличить их друг от друга, даже если пехотные юниты представляют собой немногим больше, чем сгустки пикселей.
Несмотря на то, что Red Alert Mobile в целом является хорошим переводом с учётом ограничений платформы, она не лишена недостатков. Самый яркий из них — классика жанра стратегии в реальном времени: более сильные юниты заменяют менее сильные. Советскому Союзу действительно нужен только самый большой из имеющихся танков, а Альянс может придерживаться своего единственного танка большой дальности, который с комфортом превосходит все остальные. <..> Второй основной слабостью Red Alert Mobile является искусственный интеллект. В кампании тусклый ИИ представляет собой слишком большую проблему, потому что все миссии в любом случае являются асимметричными задачами. Однако в режиме «Схватки» у ИИ просто нет шансов. Всё, что нужно сделать игроку, это захватить два золотых рудника прямо в начале карты, а затем превзойти компьютер.
Обозреватель веб-сайта Pocket Gamer Джон Манди пишет следующее: «Режим кампании по-прежнему сильно заскриптован: вы начинаете с одного юнита и простой задачи по проникновению, а затем постепенно переходите к полноценным миссиям по строительству базы. Ваши боевые возможности всё ещё немного ограничены, со строгим ограничением в два отряда и тенденцией полагаться на чрезмерно упрощённые стратегии танкового раша. <…> Всё ещё спорно, что мобильная платформа просто не подходит для таких сложных игр — экран по-прежнему запутанно загромождён юнитами и значками, несмотря на урезанный, уменьшенный стиль — но нет никаких сомнений в том, что Red Alert — отличная попытка поместить C&C в ваш карман».